# Život buba
Život buba (eng. A Bug's Life) je drugi računalno-animirani film studija Pixar iz 1998. godine, koji bazira na filmu Sedam samuraja od Akire Kurosawa.

## Hrvatska sinkronizacija
- Marko Makovičić - Zvrk
- Marinko Prga - Skaken
- Hana Hegedušić - Ata
- Mara Bajsić - Mrva
- Vida Jerman - Kraljica
- Željko Duvnjak - Molt
- Dražen Čuček - Štap
- Ronald Žlabur - Hajmlih
- Aleksandar Cvjetković - Francek
- Boris Miholjević - Bogo
- Suzana Nikolić - Bojana
- Sanja Marin - Rozi

## Vanjske poveznice
- Život buba - Pixarova službena stranica  Arhivirana inačica izvorne stranice od 21. ožujka 2011. (Wayback Machine) (engl.)
- Život buba u internetskoj bazi filmova IMDb-a (engl.)
- Život buba na Rotten Tomatoes (engl.)
- bugslife na Box Office Mojo (engl.)